# Velocardiofaciaal syndroom
Het velocardiofaciale syndroom (VCFS), syndroom van DiGeorge of 22q11.2-deletiesyndroom is een aangeboren aandoening die net zo vaak bij jongens als bij meisjes voorkomt. Met de naam 22q11.2-deletiesyndroom wordt de genetische oorzaak aangegeven.
Een oudere benaming is nog syndroom van Shprintzen. Voorkomende symptomen zijn een karakteristiek gezicht, hartproblemen en een verminderde afweer.
De verschillende diagnoses met uiteenlopende klinische criteria werden eerder beschouwd als afzonderlijke aandoeningen, maar met de ontdekking van de genetische oorzaak zijn deze in een proces van genetisering samengevoegd tot een nieuwe genoomaanduiding.

## Achtergrond
De aandoening is niet zeldzaam, maar betrekkelijk onbekend. Naar schatting komt het 22q11.2-deletiesyndroom voor bij 1 op elke 2000 pasgeborenen. Dat wil zeggen dat in Nederland per jaar ongeveer 80 kinderen worden geboren bij wie vroeg of laat deze diagnose kan worden gesteld.
In de naam velocardiofaciaal komen drie veel voorkomende kenmerken terug: moeilijkheden bij het functioneren van het zachte gehemelte (het velum), aan hartproblemen (cardia) en aan gemeenschappelijke gelaatskenmerken (facies).
22q11.2-deletiesyndroom kan op veel uiteenlopende manieren tot uitdrukking komen. Problemen met de afsluiting tussen mond- en keelholte komen bij veel kinderen voor. Bij sommige kinderen is er een lipspleet of gehemeltespleet. Ruim de helft van de kinderen heeft - soms ernstige - aangeboren afwijkingen aan het hart. Andere typerende kenmerken zijn een lage spierspanning, veel voorkomende luchtweginfecties, een moeizame spraakontwikkeling en leerstoornissen.
De variatie in ernst van de afzonderlijke kenmerken is erg groot en het aantal aanwezige kenmerken kan per kind sterk verschillen. Het syndroom is daarom soms moeilijk al op jonge leeftijd te herkennen.

## Symptomen
- Karakteristiek gezicht
- Hartproblemen
- Afweerstoornissen
- Laag calciumgehalte in het bloed

Kinderen met het velocardiofaciale syndroom hebben vaak hartproblemen en een sterk verminderde afweer. Hierdoor zijn zij veel gevoeliger voor infecties, die soms niet te behandelen zijn.

## De diagnose
Is er eenmaal een vermoeden van de diagnose, dan is een genetisch onderzoek nodig om dit te bevestigen of juist uit te sluiten. Hiervoor heeft men een buisje bloed nodig van het kind. Het genetisch onderzoek kan aantonen of er al dan niet sprake is van de (micro)deletie op chromosoom 22. Is er dan uiteindelijk een diagnose, dan geeft dit naast verdriet vaak ook opluchting. De vragen die in de opvoeding naar voren kwamen, krijgen ineens een andere betekenis en alle puzzelstukjes vallen op hun plek.

## VCFS = 22q11.2-deletie
VCFS is een aangeboren afwijking. De oorzaak ervan is een verandering op chromosoom 22. Bij personen met VCFS ontbreekt een klein stukje van de erfelijke informatie op de lange arm van een van de twee chromosomen 22.
Zo'n klein ontbrekend stukje van een chromosoom is een deletie. Hier komt de naam 22q11.2-deletiesyndroom vandaan. Het cijfer 22 verwijst naar het nummer van het chromosoom, de letter q staat voor lange arm van het chromosoom en de cijfers 11.2 staan voor de plaats van het ontbrekende chromosomenbandje. Heel nauwkeurig is het dan ook wel 22q11.2-microdeletiespectrum.
De term spectrum geeft aan dat er een grote variatie is in de gevolgen van de microdeletie (mikros betekent klein). Meestal ontstaat de deletie spontaan. Het is nog onbekend hoe het komt dat er een stukje informatie verloren is gegaan. Bij ongeveer 10 procent van de kinderen blijkt dat de deletie ook al bij een van de ouders aanwezig is.
Er is vastgesteld dat dragers van de 22q11-deletie een sterk verhoogde kans hebben op de ontwikkeling van schizofrenie.

## Syndromen

### Syndroom van Shprintzen
Het syndroom is in 1978 in een Engelstalig tijdschrift beschreven door de kno-arts R.J. Shprintzen en collega's. In deze publicatie in het Cleft Palate Journal werden 12 kinderen beschreven met een gehemeltespleet (palatoschisis), een hartafwijking, een karakteristiek gelaat en leermoeilijkheden of een verstandelijke handicap. Omdat de publicatie van Shprintzen het syndroom internationaal onder de aandacht bracht, is in eerste instantie de naam syndroom van Shprintzen veel gebruikt.

### Syndroom van DiGeorge
Ook bij kinderen met de diagnose syndroom van DiGeorge wordt een 22q11.2-(micro)deletie gevonden. Tot voor kort dacht men nog dat het syndroom van DiGeorge en VCFS twee gescheiden aandoeningen waren, met alleen enige overlap in de kenmerken. Dat was vóór men de gemeenschappelijke oorzaak ontdekte. Inmiddels weet men dat beide aandoeningen het gevolg zijn van dezelfde microdeletie op chromosoom 22.
De diagnose syndroom van DiGeorge wordt gewoonlijk al bij de geboorte of kort erna gesteld. De belangrijkste kenmerken zijn:
- ernstige aangeboren hartafwijkingen
- een (ernstige) stoornis in de afweer doordat de thymus (zwezerik) niet of slechts gedeeltelijk is aangelegd
- een laag calciumgehalte van het bloed door het onvoldoende functioneren van de bijschildklieren.

Kinderen met het syndroom van DiGeorge zijn vaak erg kwetsbaar. Sommige kinderen overlijden al snel na de geboorte vanwege de ernstige en soms niet te opereren aangeboren hartproblemen of aan onbehandelbare infecties.

## Klachten en signalen
Als een pasgeboren kind een hartafwijking heeft of een schisis (gehemeltespleet), dan komen ouders al snel in het gespecialiseerde medische circuit. Er is dan vaak een vroege diagnose vanwege de toenemende bekendheid met het syndroom bij medisch specialisten.
Zijn er na de geboorte geen ernstige problemen, dan betreft de eerste ongerustheid van ouders meestal de voeding. De baby drinkt slecht en geeft vaak melk terug door de neus (nasale reflux). Er zijn kinderen met een verminderde afweer tegen infecties. Veel kinderen hebben, ook zonder afweerstoornis, veel en vaak terugkerende infecties aan de luchtwegen.
De motorische ontwikkeling van een kind met VCFS verloopt doorgaans wat langzamer dan gemiddeld. De ervaring leert dat ongerustheid van ouders hierover nogal eens wordt weggepraat. De meeste kinderen gaan later praten dan gemiddeld. De spraak klinkt vaak nasaal (= door de neus) en de uitspraak van sommige klanken gaat moeilijk. Tijdens de schooljaren worden leerproblemen merkbaar. Ook het gedrag van hun kind baart ouders soms zorgen. De stemming van het kind kan nogal wisselend zijn, er zijn vaak onverklaarbare angsten, het kind heeft weinig zelfvertrouwen en het heeft vaak maar weinig vrienden/vriendinnen. Sommige kinderen zijn erg stil en in zichzelf gekeerd. Soms is dit zo sterk dat aan een autismespectrum stoornis wordt gedacht.
Als er echter alleen dit soort vage signalen zijn, kunnen ouders soms jarenlang zoeken vooraleer iemand het patroon in de klachten herkent. Veel ouders zijn heel lang ongerust, zonder echt greep te krijgen op wat er aan de hand is. Eigenlijk lijkt dat ook wel een van de kenmerken van deze aandoening: op veel verschillende gebieden is er in de loop van de jaren ongerustheid, twijfel en onzekerheid. Op ieder gebied afzonderlijk wordt hulp gezocht, maar er lijkt geen samenhang in de klachten.